# Иларион Затворник
Иларион Затворник или Иларион Троекуровски (рођ. Иларион Методијевич Фомин или Фокин; у монашком постригу Иларије; 21. октобар [1. новембар] 1774, Зенкино, Московска губернија — 5. [17] април 1853, Троекурово, Тамбовска губернија) — монах Руске православне цркве; познатији под именом Иларион, иако је тајно пострижен именом Иларије; пустињак-самотњак.

## Биографија
Иларион Фомин је рођен 1774. године у селу Зенкин, округ Раненбург, у сељачкој породици.
Још у младости истицао се склоношћу ћутању, молитви и уздржању; Родитељима се нису допале такве склоности њиховог сина и оженили су га 1777. године, али је он на дан венчања побегао из родитељске куће у Кијев. Потом се вратио у завичај и живео у селу Головиншчини код свештеника, научио да чита и пише и настанио се око четири миље од села, у такозваној Воловској јарузи, у пећини коју је сам ископао.
Шест година касније био је протеран из Воловој јаруге, и од тада су почела његова четрдесетогодишња лутања по разним селима и засеоцима; мислио је да се настани у Скопинском Димитријевом манастиру, у Раненбуршкој Петропавловској испосници, у Коренској испосници Курске губерније, где је примио тајно монашко постриг са именом Иларије, али је одасвуд био гоњен, било клеветом манастирске братије, или махинацијама његове жене, па чак неколико пута хапшен. Тек 1824. године отац Иларион се мирно настанио у селу Троекурово Лебедјанског округа Тамбовске губерније и тамо се повучено повизавао више од 30 година.
Његов врлински и подвижнички живот је свуда око себе окупљао обожаваоце и следбенике, упркос настојању да остане непознат; у селу Троекурово удовице и девојке су чиниле монаштво, на чијем је челу био отац Иларион. Са прикупљеним новцем купио је земљиште у селу Могилки и добио право да оснује Троекуровску женску заједницу, али није доживео њено пуно оснивање: Иларионовска женска заједница је створена 1857. године.
6 година пре смрти, Иларион Фокин је изгубио вид; умро 5. априла 1853.